# Бунги (Њамц)
Бунги (рум. Bunghi) насеље је у Румунији у округу Њамц у општини Појенари. Oпштина се налази на надморској висини од 302 m.

## Становништво
Према подацима из 2002. године у насељу је живело 242 становника, од којих су сви румунске националности.